# マックスビューティ
マックスビューティ（欧字名:Max Beauty、1984年5月3日 - 2002年2月27日）は、日本の競走馬、日本およびアイルランドの繁殖牝馬。
4歳の1987年、桜花賞、優駿牝馬（オークス）の牝馬二冠を含む8連勝を挙げ、JRA賞最優秀4歳牝馬に選出。その馬名から「究極の美女」とも称された。
日本中央競馬会の広報誌『優駿』が2000年に選定した「20世紀のベストホース100」に名を連ねている。

## 経歴

### 生い立ち
1984年、北海道浦河町の酒井牧場に生まれる。父ブレイヴェストローマンはアメリカからの輸入馬で、当年、日本における初年度産駒のトウカイローマンが優駿牝馬（オークス）に優勝することになる。母フジタカレディは競走馬時代4戦0勝という成績だったが、その母系は1900年代に輸入された俗に小岩井牝馬と呼ばれる1頭・タイランツクヰーンに遡り、近親にはゼンマツ、フジマドンナといった重賞勝利馬がいた。当初フジタカレディの交配相手にはマルゼンスキーが予定されていたが、発情が早く来てしまい、その日予定が埋まっていたマルゼンスキーとの交配を断られたため、同じ浦河町に繋養されていたブレイヴェストローマンに相手が急遽変更されたものだった。
場主の酒井公平が「なぜブレイヴェストローマンを選んだのか自分でも分からない」と振り返った偶然の交配であったが、誕生した牝馬は柔らかい筋肉を備え、均整のとれた好馬体を持っていた。酒井は生産した仔馬に対して「A＝走りそう、B＝普通、C＝駄目そう」という三段階の評価を付けていたが、本馬には唯一例外的に「超A」がつけられた。誕生の翌週、中央競馬調教師・伊藤雄二が牧場を訪れ「どこにも欠点のない馬」と高評価し、その場で購買を打診。フジタカレディの調教師であった松山吉三郎の了承を得て伊藤が管理することに決まり、彼と親交が深かった田所祐の所有馬とされた。田所は伊藤に預ける馬に「マックス」という冠名を用いており、写真を見せられた際に「美しい馬」と感じたことから「マックスビューティ」と命名した。
その後も幼駒の品評会で優秀賞を受賞するなど順調に成長。2歳秋から荻伏牧場で育成調教を積まれたのち、競走年齢の3歳となった1986年6月より伊藤の管理下に入った。

### 戦績

#### クラシックまで
7月13日に札幌開催でデビューする予定だったが、左前脚の蹄球炎のため出走を取り消し、8月3日の函館開催で改めてデビュー。柴田政人を鞍上に、2着に4馬身差をつけて逃げきっての初勝利を挙げた。その後は函館3歳ステークスに出走するが、不良馬場もありホクトヘリオスに大きく離されての4着に敗れた。その後一時休養し、ラジオたんぱ杯3歳牝馬ステークスに出走。当初は柴田が騎乗を続ける予定だったが、柴田側の事情により騎手が南井克巳に替わり、ドウカンジョーから1馬身差4分の1差の2着となった。柴田と南井は共にスピードを評価する反面、ダッシュの遅さや若さを指摘していた。一方で伊藤は敗れた2戦について、函館では重馬場という明確な敗因があり、また翌年のクラシックより短い1200メートルの競走であったこと、ラジオたんぱ杯では最後にしっかりと追い込んできていたことから、いずれも悲観していなかったという。
翌1987年1月、条件戦の紅梅賞ではスタートで出遅れるも最後の直線で先行勢を一気にかわし、2着に2馬身差を付けて2勝目を挙げる。続くバイオレットステークスから田原成貴が騎乗。田原は前年6月に落馬事故に遭い腎臓の片方を摘出し、当年1月に復帰後初の重賞勝利を挙げていた。南井が服部正利厩舎のホウエイソブリンに騎乗するため再び騎手が替わったものだったが、田原をデビュー当初から起用していた伊藤は、その復調を待って騎乗させる機会を窺っていたという側面もあった。この競走は3番手追走から2着に5馬身差をつけて勝利。クラシック初戦・桜花賞への前哨戦としたチューリップ賞では、田原が全く追う動作を見せないまま2馬身差で勝利した。

#### 春二冠
4月12日の桜花賞は、前年の最優秀3歳牝馬で前哨戦・報知杯4歳牝馬特別を制してきたコーセイと人気を分け合い、マックスビューティが単勝オッズ3.1倍の1番人気、コーセイが3.6倍の2番人気となった。マックスビューティは好スタートから道中では先行勢の直後につけた。最後の直線半ばで先頭に立ったあとは後続を離す一方となり、2着コーセイに8馬身差をつけての優勝を果たした。走破タイム1分35秒1は、1975年の優勝馬テスコガビーのレースレコードに0秒2差の史上2番目の記録であった。8馬身差という着差もテスコガビーに次ぐ2位の記録であったが、田原はマックスビューティについて「疲れがたまりやすい馬」であると感じていたため、一杯に追わない競走を続けていたものの、今後の経験のためにと本競走では後続に差をつけたあとも追い続けたのだという。他方、伊藤は戦前に他馬の陣営が「マックスの5馬身後ろにいたら差しきれる」と話していたのを見て「ちぎってやろう」と思い立ち、田原に「今日は追ってみてくれ」と指示していたと述べている。
この時点で、前年に史上初の牝馬三冠を達成したメジロラモーヌ以上、テスコガビーに匹敵する牝馬ではないかとの評も生まれていった。
次走には牝馬クラシック二冠目である優駿牝馬（オークス）の前哨戦・サンケイスポーツ賞4歳牝馬特別に出走。これはマックスビューティの調教の動きから左回りの競走に不安があった点と、馬体、走法、血統からみて、1600メートルから2000メートルの距離が向くと考え、1600メートルの桜花賞からいきなり2400メートルのオークスでは距離延長が厳しいのではないかという点を考慮した選択だった。この競走では、田原が天皇賞・春でニシノライデンに乗り失格、騎乗停止となっていたため、3歳時の函館以来となる柴田政人が騎乗。道中3～4番手から最後の直線で楽に抜け出し、2着に1馬身半差で勝利を挙げた。柴田は「3歳時に比べると腰がぐんと強くなったという印象を持ちました。レース経験を積んでいけばこうなるんじゃないかと思っていましたけど、予想以上に良くなっていましたね」と感想を述べた。
5月24日に迎えたオークスでは、2400メートルの距離、重馬場という二つの不安要素が重なりながらも、オッズ1.8倍の1番人気となった。スタートが切られると、速いペースとなった前半は後方に控える形で進んだ。1000メートル通過後にペースが緩んだ際、コーセイと接触してマックスビューティが先へ行きたがったため、田原はそれに任せて一気に先団へ進出。最終コーナーで再びペースを緩めてからスパートを掛けると、逃げ粘るクリロータリーを残り100メートルで捕らえ、同馬に2馬身差をつけて勝利した。桜花賞、オークスの二冠は史上8頭目の記録となった。伊藤は田原の騎乗について「二段構えの仕掛けはさすがだ。百点満点の騎乗」と称え、また田原は「ほかの馬とはエンジンが違う。ほかが1500ccならマックスは3000ccの排気量だ」と語った。史上2頭目の「牝馬三冠」への展望を問われると、伊藤は「二つ取って三つ取れなければ笑われてしまう」と述べ、田原は「目標というより使命でしょう」と断言した。
夏の休養を経て、秋は神戸新聞杯から始動。ニホンピロマーチ、ゴールドシチー、チョウカイデュールと東京優駿（日本ダービー）の3～5着馬と顔を合わせたが、これらを難なく退け楽勝した。続いて出走したエリザベス女王杯へのトライアル競走・ローズステークスでは、2着に半馬身まで迫られながらも、田原がほとんど追うことなく勝利した。

#### 牝馬三冠ならず - 引退まで
牝馬三冠最終戦・エリザベス女王杯（11月15日）は、前年のメジロラモーヌに続く牝馬三冠達成が確実視され、単勝オッズ1.2倍の1番人気、単勝支持率では同馬の58.3パーセントを上回る61.5パーセントを記録した。スタートが切られると道中は中団を進んだが、第3コーナーから田原との折り合いを欠いて先へ行きたがり、やむなく田原は残り600メートルからスパートを掛け、直線入口で先頭に立った。そのまま後続を突き放したが、中団から差し込んできたタレンティドガールに残り100メートルで交わされ、同馬から2馬身差の2着に終わり、寸前で三冠を逃した。田原は「直線では自分の馬も伸びている。でも2400メートルであんな脚を使われるとは」と敗戦の弁を述べた。田原は後年「夏を越してから、レースに行って掛かるようになっていたのが響いての負け」であったと述べている。
三冠はならなかったものの、年末のグランプリ競走・有馬記念のファン投票では13万6665票を集め、同期牡馬のクラシック二冠馬サクラスターオーに次ぐ第2位選出で出走。当日の第32回有馬記念では4番人気の支持を受けたが、同期馬メリーナイスの落馬、サクラスターオーの故障とアクシデントが相次いだなかで見せ場を作ることなく、10着と大敗してシーズンを終えた。
5歳となった1988年以降は勝利から遠ざかり、8着と敗れた4月の大阪杯の後には、競走内容について田原と伊藤が対立し、田原が降板。これ以降、田原は引退まで伊藤厩舎の馬に騎乗することはなかった。以後も連敗を続けたが、10月のオープン特別競走・オパールステークスで約1年ぶりの通算10勝目を挙げた。その次走・スワンステークスで9着となったのを最後に引退。12月4日に阪神競馬場で引退式が行われた。
伊藤によればマックスビューティはエリザベス女王杯の後から闘志が失われていったといい、「走る牝馬がこうなったらもう終わりを意味するのだが、この馬になんとか二桁を勝たせてやりたいと思い、もう1年置くことになった。9勝と10勝では肩書が全然違ってくるからなのだが、これも人間の欲望ということなのだろう。馬には可哀想なことをしたと思う」と述懐している。

### 繁殖牝馬として
故郷・酒井牧場で繁殖牝馬となったマックスビューティは、1990年に初仔として父リアルシャダイの牝馬を出産。マックスジョリーと命名された同馬は1993年の桜花賞、オークスでそれぞれ3着と活躍した。同年12月、酒井公平はかねて計画のあったマックスビューティの渡欧を実行に移す。日本の在来血統馬が欧米の牝馬に劣らないことを示したい、また牧場の長期的見地から、欧米の最高級種牡馬の血を持つ牝馬を残しておきたいという考えによるものであった。
1994年にはカーリアン、1995年には前年不受胎だったサドラーズウェルズとの交配に成功したが、いずれも誕生したのは牡馬であった。マックスビューティはさらにアメリカへ移される計画があったが、当時日本ではトニービン、ブライアンズタイム、サンデーサイレンスの3頭の輸入種牡馬の産駒が高いレベルで競馬界を席巻しており、もはやアメリカに移す意味がなくなったとして予定を変更し日本に戻された。
帰国後のマックスビューティは受胎率が低下し、1996年度はサンデーサイレンスと交配されたものの不受胎、1998年には同馬との間に牡馬（プラチナサンデー）を産んだが、その後は2年連続で不受胎となり、2001年にコマンダーインチーフとの牡馬を出産したのちに蹄葉炎を発症した。獣医学部出身の酒井は予後が悪いことを予見しつつ、一縷の望みを託して国内最高の設備とスタッフをもつ社台ホースクリニックにマックスビューティを預託したが、そこでも病状の進行は止められず、2002年2月27日に安楽死の措置が取られた。18歳没。
マックスジョリー以外には、第3仔マックスウィンザー（父ノーザンテースト）が5勝、1994年に史上6番目の高額（当時）となる1億100万円で取引された4番仔チョウカイライジン（父ダンシングブレーヴ）が8勝を挙げ、いずれも重賞勝利はなかったが、中央競馬のオープンクラスまで昇った。また、チョウカイライジンの馬名申請時の第一希望が『チョウカイテイオー』であったことが話題になった。(馬名がトウカイテイオーに似ているため却下された。)
酒井牧場に残った唯一の後継牝馬・マックスジョリーは初産駒出産の際に子宮大動脈破裂で死亡。遺された父デインヒルの牝駒・ビューティソングは大事をとって競走馬としては使われず、同馬が8番仔として産んだココロノアイ（父ステイゴールド）がマックスビューティの子孫から初の重賞勝利を挙げた。ココロノアイは重賞2勝を記録して引退、酒井牧場に戻って繁殖牝馬となり、マックスビューティーの血統を繋いでいる。

## 競走成績
以下の情報は、netkeiba.comおよびJBISサーチの情報に基づく。
| 競走日 | 競走日 | 競走日 | 競馬場 | 競走名                 | 格   | 距離（馬場）  | 頭 数 | 枠 番 | 馬 番 | オッズ （人気） | 着順     | タイム （上り3F） | タイム （上り3F） | 着差 | 騎手     | 斤量 [kg] | 1着馬（2着馬）         | 馬体重 [kg] |
| ------ | ------ | ------ | ------ | ---------------------- | ---- | ------------- | ----- | ----- | ----- | --------------- | -------- | ----------------- | ----------------- | ---- | -------- | --------- | ---------------------- | ----------- |
| 1986.  | 7.     | 13     | 札幌   | 3歳新馬                |      | ダ1000m（不） | 6     | 1     | 1     |                 | 出走取消 | 出走取消          | 出走取消          |      | 柴田政人 | 53        | キョウエイミカサ       | 計不        |
|        | 8.     | 3      | 函館   | 3歳新馬                |      | 芝1200m（良） | 6     | 6     | 6     | 002.2（1人）    | 01着     | 1:10.4            | (36.4)            | -0.7 | 柴田政人 | 53        | （サンレオーネ）       | 480         |
|        | 9.     | 21     | 函館   | 函館3歳S               | GIII | 芝1200m（不） | 10    | 1     | 1     | 001.7（1人）    | 04着     | 1:15.4            | (40.7)            | -0.9 | 柴田政人 | 53        | ホクトヘリオス         | 486         |
|        | 12.    | 7      | 阪神   | ラジオたんぱ杯3歳牝馬S | GIII | 芝1600m（良） | 12    | 3     | 3     | 006.3（2人）    | 02着     | 1:35.8            | (37.1)            | -0.3 | 南井克巳 | 53        | ドウカンジョー         | 480         |
| 1987.  | 1.     | 6      | 京都   | 紅梅賞                 | OP   | 芝1200m（重） | 16    | 3     | 5     | 002.2（1人）    | 01着     | 1:11.4            | (35.5)            | -0.3 | 南井克巳 | 53        | （ナムラマイヒメ）     | 480         |
|        | 2.     | 21     | 京都   | バイオレットS          | OP   | 芝1400m（稍） | 8     | 8     | 8     | 001.2（1人）    | 01着     | 1:23.1            | (35.0)            | -0.8 | 田原成貴 | 54        | （ウオーターパワー）   | 482         |
|        | 3.     | 15     | 阪神   | チューリップ賞         | OP   | 芝1600m（重） | 10    | 2     | 2     | 001.1（1人）    | 01着     | 1:38.2            | (36.9)            | -0.3 | 田原成貴 | 54        | （ヤマトムラサキ）     | 482         |
|        | 4.     | 12     | 阪神   | 桜花賞                 | GI   | 芝1600m（良） | 18    | 1     | 1     | 003.1（1人）    | 01着     | 1:35.1            | (35.8)            | -1.3 | 田原成貴 | 54        | （コーセイ）           | 474         |
|        | 5.     | 3      | 東京   | 4歳牝馬特別（東）      | GII  | 芝2000m（良） | 17    | 4     | 7     | 001.4（1人）    | 01着     | 2:01.6            | (36.1)            | -0.2 | 柴田政人 | 54        | （クリロータリー）     | 474         |
|        | 5.     | 24     | 東京   | 優駿牝馬               | GI   | 芝2400m（重） | 24    | 6     | 16    | 001.8（1人）    | 01着     | 2:30.9            | (36.9)            | -0.4 | 田原成貴 | 55        | （クリロータリー）     | 470         |
|        | 9.     | 27     | 阪神   | 神戸新聞杯             | GII  | 芝2000m（良） | 8     | 7     | 7     | 001.6（1人）    | 01着     | 2:02.4            | (34.7)            | -0.2 | 田原成貴 | 54        | （ヒデリュウオー）     | 488         |
|        | 10.    | 25     | 阪神   | ローズS                | GII  | 芝2000m（重） | 14    | 4     | 6     | 001.1（1人）    | 01着     | 2:04.0            | (36.8)            | -0.1 | 田原成貴 | 55        | （ハッピーサンライズ） | 494         |
|        | 11.    | 15     | 京都   | エリザベス女王杯       | GI   | 芝2400m（良） | 20    | 6     | 14    | 001.2（1人）    | 02着     | 2:29.6            | (36.1)            | -0.3 | 田原成貴 | 55        | タレンティドガール     | 486         |
|        | 12.    | 27     | 中山   | 有馬記念               | GI   | 芝2500m（良） | 16    | 8     | 16    | 007.7（4人）    | 10着     | 2:35.0            | (36.1)            | -1.1 | 田原成貴 | 53        | メジロデュレン         | 480         |
| 1988.  | 2.     | 28     | 阪神   | マイラーズカップ       | GII  | 芝1600m（良） | 12    | 4     | 5     | 002.3（1人）    | 03着     | 1:35.0            | (36.7)            | -0.4 | 田原成貴 | 58        | ミスターボーイ         | 486         |
|        | 4.     | 3      | 阪神   | サンケイ大阪杯         | GII  | 芝2000m（良） | 12    | 6     | 7     | 002.9（1人）    | 08着     | 2:03.0            | (37.2)            | -1.3 | 田原成貴 | 56        | フレッシュボイス       | 480         |
|        | 8.     | 21     | 函館   | 函館記念               | GIII | 芝2000m（良） | 14    | 5     | 8     | 016.3（7人）    | 06着     | 1:59.3            | (36.7)            | -1.5 | 田島良保 | 57        | サッカーボーイ         | 500         |
|        | 9.     | 18     | 新潟   | オールカマー           | GIII | 芝2200m（良） | 15    | 7     | 12    | 005.2（2人）    | 07着     | 2:13.5            | (37.8)            | -1.2 | 岡部幸雄 | 55        | スズパレード           | 494         |
|        | 10.    | 8      | 京都   | オパールS              | OP   | 芝1200m（良） | 10    | 2     | 2     | 002.0（1人）    | 01着     | 1:09.9            | (35.0)            | -0.2 | 武豊     | 57        | （エイシンハピネス）   | 490         |
|        | 10.    | 30     | 京都   | スワンS                | GII  | 芝1400m（良） | 16    | 5     | 9     | 007.2（4人）    | 09着     | 1:24.7            | (37.0)            | -1.7 | 田島良保 | 57        | シンウインド           | 492         |

## 繁殖成績
| 生年 | 馬名               | 性 | 毛色 | 父                   | 厩舎                                                            | 馬主                                 | 戦績・用途                                                                          |
| ---- | ------------------ | -- | ---- | -------------------- | --------------------------------------------------------------- | ------------------------------------ | ----------------------------------------------------------------------------------- |
| 1990 | マックスジョリー   | 牝 | 鹿毛 | リアルシャダイ       | 栗東・伊藤雄二                                                  | 田所祐                               | 6戦2勝 優駿牝馬-GI 3着、桜花賞-GI 3着、アネモネステークス2着 繁殖牝馬（1997年死亡） |
| 1991 | マックスワイザー   | 牡 | 鹿毛 | ベリファ             | 栗東・伊藤雄二 0000↓ 北海道・楠克美                             | 田所祐                               | 中央7戦2勝 地方1戦0勝 乗馬                                                          |
| 1992 | マックスウィンザー | 牡 | 鹿毛 | ノーザンテースト     | 栗東・伊藤雄二                                                  | 田所祐                               | 22戦5勝 種牡馬（実働なし、1998年用途変更）                                          |
| 1993 | チョウカイライジン | 牡 | 鹿毛 | ダンシングブレーヴ   | 美浦・中野隆良                                                  | 新田嘉一                             | 36戦8勝 神無月ステークス、オアシスステークス 種牡馬（2007年用途変更）               |
| 1995 | アーサーズフェイム | 牡 | 鹿毛 | Caerleon             | 美浦・中野隆良                                                  | （有）ターフ・スポート               | イギリス産 35戦5勝 種牡馬（実働なし、2007年用途変更）                               |
| 1996 | グッドタイミング   | 牡 | 鹿毛 | Sadler's Wells       | 美浦・中野隆良 00000↓ 北海道・桑原義光00000↓ 北海道・佐々木一夫 | （有）ターフ・スポート 000↓ 北嶋裕三 | 持込馬 中央2戦0勝 地方4戦0勝 種牡馬（2007年用途変更）                               |
| 1998 | プラチナサンデー   | 牡 | 鹿毛 | サンデーサイレンス   | 美浦・中野隆良                                                  | （有）ターフ・スポート               | 不出走 （死亡）                                                                     |
| 2001 | ネヴァーフォゲット | 牡 | 鹿毛 | コマンダーインチーフ | 美浦・中野隆良                                                  | （有）ターフ・スポート               | 4戦1勝 種牡馬（2008年用途変更）                                                     |

## 血統
父ブレイヴェストローマンはダートでの活躍馬も数多く輩出するパワー型の種牡馬としても知られていたが、田原成貴はマックスビューティの優れた瞬発力について祖母の父パーソロンからの影響を指摘している。既述の通り母系の日本における祖はタイランツクヰーンであるが、この血統は10戦無敗のまま死亡し「幻の馬」と称されたトキノミノルを生んだ血統として知られる。マックスビューティはその姉・イヅタダの6代孫である。
| マックスビューティの血統                           | マックスビューティの血統         | マックスビューティの血統      | （血統表の出典）              | （血統表の出典） |
| 父系                                               | ネヴァーベンド系                 | ネヴァーベンド系              | ネヴァーベンド系              |                  |
| 父 *ブレイヴェストローマン Bravest Roman 1972 鹿毛 | 父の父Never Bend 1960 鹿毛       | Nasrullah                     | Nearco                        | Nearco           |
| 父 *ブレイヴェストローマン Bravest Roman 1972 鹿毛 | 父の父Never Bend 1960 鹿毛       | Nasrullah                     | Mumtaz Begum                  |                  |
| 父 *ブレイヴェストローマン Bravest Roman 1972 鹿毛 | 父の父Never Bend 1960 鹿毛       | Lalun                         | Djaddah                       | Djaddah          |
| 父 *ブレイヴェストローマン Bravest Roman 1972 鹿毛 | 父の父Never Bend 1960 鹿毛       | Lalun                         | Be Faithful                   |                  |
| 父 *ブレイヴェストローマン Bravest Roman 1972 鹿毛 | 父の母Roman Song 1955 鹿毛       | Roman                         | Sir Gallahad                  | Sir Gallahad     |
| 父 *ブレイヴェストローマン Bravest Roman 1972 鹿毛 | 父の母Roman Song 1955 鹿毛       | Roman                         | Buckup                        |                  |
| 父 *ブレイヴェストローマン Bravest Roman 1972 鹿毛 | 父の母Roman Song 1955 鹿毛       | Quiz Song                     | Sun Again                     | Sun Again        |
| 父 *ブレイヴェストローマン Bravest Roman 1972 鹿毛 | 父の母Roman Song 1955 鹿毛       | Quiz Song                     | Clever Song                   |                  |
| 母 フジタカレディ 1978 芦毛                        | 母の父*バーバー Berber 1965 鹿毛 | Princely Gift                 | Nasrullah                     | Nasrullah        |
| 母 フジタカレディ 1978 芦毛                        | 母の父*バーバー Berber 1965 鹿毛 | Princely Gift                 | Blue Gem                      |                  |
| 母 フジタカレディ 1978 芦毛                        | 母の父*バーバー Berber 1965 鹿毛 | Desert Girl                   | Straight Deal                 | Straight Deal    |
| 母 フジタカレディ 1978 芦毛                        | 母の父*バーバー Berber 1965 鹿毛 | Desert Girl                   | Yashmak                       |                  |
| 母 フジタカレディ 1978 芦毛                        | 母の母フジタカジヨウ 1969 芦毛   | *パーソロン Partholon         | Milesian                      | Milesian         |
| 母 フジタカレディ 1978 芦毛                        | 母の母フジタカジヨウ 1969 芦毛   | *パーソロン Partholon         | Paleo                         |                  |
| 母 フジタカレディ 1978 芦毛                        | 母の母フジタカジヨウ 1969 芦毛   | オートトツプ                  | *ガルカドール                 | *ガルカドール    |
| 母 フジタカレディ 1978 芦毛                        | 母の母フジタカジヨウ 1969 芦毛   | オートトツプ                  | フジリユウ                    |                  |
| 母系(F-No.)                                        | タイランツクヰーン系(FN:14-f)    | タイランツクヰーン系(FN:14-f) | タイランツクヰーン系(FN:14-f) | [ § 2 ]          |
| 5代内の近親交配                                    | Nasrullah 3×4、Djebel 5×5        | Nasrullah 3×4、Djebel 5×5     | Nasrullah 3×4、Djebel 5×5     | [ § 3 ]          |
| 出典                                               | 1. 2. 3.                         | 1. 2. 3.                      | 1. 2. 3.                      | 1. 2. 3.         |

主な近親
- 大叔母（祖母の妹）：フジマドンナ（中日新聞杯、カブトヤマ記念、福島記念）
- 曾祖叔父（曾祖母の弟）：ゼンマツ（アルゼンチン共和国杯）
- 曾孫（初仔マックスジョリーの孫）：ココロノアイ（チューリップ賞、アルテミスステークス）